# Gabrielė Narvičiūtė
Gabrielė Narvičiūtė (Dzūkija, 18 giugno 1990) è una cestista lituana con cittadinanza italiana.

## Carriera
Esordisce all'età di tredici anni nella Lintel 118, la squadra della capitale Vilnius. 
Approda a Parma nel settembre del 2005 ed entra subito in contatto con l'ambiente cestistico gialloblù, sotto l'egida di Davide Malakiano e Maurizio Scanzani, gli allenatori.
Il suo talento non tarda a mostrarsi nelle giovanili del Basket Parma al punto da essere presto convocata in patria, prima per gli europei Under-18 a Novi Sad e poi per i Campionati mondiali Under-19 2007 in Slovacchia. Nella stagione 2008-09, dopo quattro anni trascorsi nella città emiliana, viene tesserata nella prima squadra Lavezzini Parma.